# Sweden Live
"Sweden Live" es el título del primer concierto filmado del dúo sueco Roxette. Fue publicado por el sello TOEMI LaserVision para Toshiba EMI el 17 de febrero de 1989. Fue lanzado al mercado en formato VHS y Laser Disc de 12'' exclusivamente para Japón. El concierto recoge las principales instancias del show que el dúo sueco Roxette ofreciera el 16 de diciembre de 1988 en Himmelstalundshallen, en la localidad de Norrköping, Suecia.
También fue editado en África. En el año 1989. por Emi Music South Africa con el título Look Sharp Live!. El sitio Discogs, advierte en una nota al margen que el título y la carátula no se corresponden con el contenido.
El 5 de octubre de 2018 el sello Parlaphone publicó para Roxette recording la caja coleccionable Boxette, que tiene 5 discos DVD. El primero de ellos contiene el Sweeden live.

## Tracklist
1. "Dressed for Success"
2. "The Look"
3. "Cry"
4. "Joy of a Toy"
5. "Surrender"
6. "Neverending Love"
7. "Dance Away"
8. "Dangerous"
9. "Soul Deep"
10. "Listen to Your Heart"